# Родика Дьонерт
Родика Дьонерт (на немски: Rodica Döhnert) е германска сценаристка и писателка на произведения в жанра драма, исторически роман и любовен роман.

## Биография и творчество
Родика Дьонерт е родена през 1960 г. в Букурещ, Румъния.
Завършва специалност режисура във Висшето училище за театрално и филмово изкуство в Потсдам, район „Бабелсберг“. След дипломирането си работи дълги години като сценаристка и режисьорка. От 1996 г. пише главно сценарии.
Удостоена е с наградата на Евангелската църква „Роберт Гейзендорфер“ за сценариите за филмите „Florian– Liebe aus ganzem Herzen“ (Флориан – Любов с цялото си сърце) и „Die Drachen besiegen“ (Победи драконите). Наградата се дава за произведения, които задълбочават християнската вяра, насърчават човешката отговорност, социалното сближаване и ненасилието.
През 2013 г. получава наградата „Magnolia 2013“ за най-добър международен минисериал на 19-ия Шанхайски международен филмов фестивал.
През 2017 г. получава наградата „Златна птица“ в категорията за най-добър сценарист за сериала „Хотел „Захер“ на представянето на Международните награди за драматургия в Сеул. През 2018 г. е издаден първият ѝ роман „Хотел „Захер“, който е по сценария на сериала. Той представя историята на бляскавия и престижен хотел „Захер“ във Виена, световно прочутата торта и неговата създателка, Ана Мария Захер, на нейния финес, безпогрешен вкус, неизчерпаема енергия и здрава ръка.

## Произведения

### Сценарии
- 1995 Polizeiruf 110 – сценарист и режисьор
- 1999 Florian – Liebe aus ganzem Herzen
- 2000 Als uns Flügel wuchsen
- 2001 Ich kämpfe, solange du lebst
- 2002 Meine Tochter ist keine Mörderin
- 2003 Raus ins Leben
- 2004 Meine Tochter – mein Leben
- 2005 Polizeiruf 110
- 2006 Die Pferdeinsel
- 2006 Das Glück am anderen Ende der Welt
- 2006 Küss mich Genosse
- 2007 Prager Botschaft
- 2008 Die Drachen besiegen
- 2010 Am Kreuzweg
- 2013 Das Adlon – Eine Familiensaga – ТВ минисериал
- 2014 Die Familiendetektivin
- 2016 Хотел „Захер“, Das Sacher – ТВ минисериал
- 2017 Ein Schnupfen hätte auch gereicht

### Самостоятелни романи
- Das Sacher: Die Geschichte einer Verführung (2016)
Хотел „Захер“. Историята на едно изкушение, изд. „Емас“ (2018), прев. Величка Стефанова
- Das Adlon: eine Familiensaga (2019)